# Frithia
Frithia és un gènere de plantes suculentes que pertanyen a la família de les aïzoàcies (Aizoaceae) endèmic de Sud-àfrica. Té 2 espècies. El gènere Frithia es troba molt proper al gènere Lithops, en formes i comportament.

## Morfologia
És una petita planta que es troba a Sud-àfrica, en llocs assolellats, que forma rosetes amb fulles carnoses sota terra i només treuen el cap les puntes. Produeix unes flors a l'estiu de color rosa amb el centre blanc.

## Taxonomia
El gènere va ser descrit per Nicholas Edward Brown i publicat a The Gardeners' Chronicle & Agricultural Gazette ser. 3. 78: 433, a l'any 1925. L'espècie tipus és: Frithia pulchra

## Espècies acceptades
A continuació s'ofereix un llistat de les espècies del gènere Frithia acceptades fins a juliol de 2011, ordenades alfabèticament. Per a cadascuna s'indica el nom binomial seguit del autor, abreujat segons les convencions i usos, i la publicació vàlida.
- Frithia humilis
- Frithia pulchra